# Stávros Georgíou
Pour les articles homonymes, voir Georgiou.
Stávros Georgíou (en grec moderne : Σταύρος Γεωργίου) est un footballeur international chypriote, reconverti entraîneur, né à Famagouste le 14 septembre 1972.